# Raithby by Spilsby
Raithby by Spilsby est une paroisse civile et un village du Lincolnshire, en Angleterre.